# Кажимеж Куц
Кажѝмеж Ю̀лиан Куц (на полски: Kazimierz Julian Kutz) е полски филмов, театрален и телевизионен режисьор, филмов сценарист и политик, вицемаршал на Сената (2001 – 2005).
Роден е на 16 февруари 1929 година в село Шопенице (днес част от Катовице), в работническо семейство. През 1954 година завършва режисура в Лодзкото филмово училище. Прави своя режисьорски дебют през 1959 година с премиерата на игралния филм „Кръст за храбрите“ (на полски: Krzyż walecznych). През 70-те години създава и ръководи киностудио „Силезия“. В годините 1979 – 1983 преподава в Силезийския университет. Впоследствие е преподавател в Държавното висше театрално училище в Краков (1985 – 1991).
В годините 1997 – 2007 и 2011 – 2015 е сенатор, а от 2007 до 2011 година е депутат в Сейма.